# Hey Now! (Remixes & Rarities)
Hey Now! (Remixes & Rarities) es un álbum de remixes de Cyndi Lauper, el álbum recorre varios remix y "rarezas" como The World is Stone y You Have to Learn to Live Alone que no están en ningún álbum; solo que The World is Stone fue lanzado como sencillo y You Have to Learn to Live Alone fue incluido como lado B.

## Lista de canciones[1]
1. (Hey Now) Girls Just Want to Have Fun (Vásquez Remix "Lounge Mix")
2. You Don't Know (TM's Know It All Mix)
3. Come On Home (Extended Club Mix)
4. That's What I Think (Club Mix)
5. Ballad of Cleo and Joe (Soul Solution Vocal Dub)
6. Walk On By (S.A.F's Walk To The Dance Floor Club Mix)
7. What's Going On (Long Version)
8. Mother (Extended)
9. The World Is Stone
10. You Have to Learn to Live Alone